# Joseph Yang Yongqiang
Joseph Yang Yongqiang (chiń. 楊永強; ur. 11 kwietnia 1970) – chiński duchowny katolicki, biskup Zhoucun w latach 2013–2024, arcybiskup metropolitą Hangzhou od 2024.

## Życiorys
Święcenia kapłańskie otrzymał w czerwcu 1995.
Wybrany biskupem koadiutorem biskupa Josepha Ma Xuesheng. Sakrę biskupią przyjął z mandatem papieskim 15 listopada 2010. 8 lutego 2013 został biskupem ordynariuszem Zhoucun. 12 czerwca 2024 papież Franciszek, za porozumieniem z władzami państwa, mianował go arcybiskupem metropolitą Hangzhou.